# Мальдонадо, Фабио
Фа́био Мальдона́до (порт.-браз. Fábio Rogério Maldonado; род. 17 марта 1980, Сорокаба, Бразилия) — бразильский профессиональный боксёр и боец смешанных боевых искусств, выступающий в первой тяжёлой и в тяжёлой весовых категориях.
Среди боксёров-профессионалов действующий чемпион Бразилии (2022—н.в.) в 1-м тяжёлом весе, и бывший чемпион UBC Iberian-American, штата Сан-Паулу в тяжёлом весе.

## Боксёрская карьера
Вместе с участием в боях по смешанным единоборствам Фабио на профессиональном уровне принимал участие в боксёрских поединках в Бразилии, дебют состоялся 23 апреля 2002 году. В боксе Мальдонадо показал себя нокаутёром — все 26 проведённых им поединка (до ноября 2018 года) закончились его победой, причём 25 из них нокаутом, а один победой путём дисквалификации противника, и ни один бой не продлился более 5 раундов. Но все прошедшие бои были в основном с низкорейтинговыми боксёрами-соотечественниками — либо очень молодыми и не опытными, либо с ветеранами уже на закате их карьеры.
Бои проводил ежегодно по несколько поединков в год, за исключением перерыва примерно в 5 лет который был с середины 2010 года по начало 2016 года. Последний победный бой на профессиональном ринге Мальдонадо провёл 29 сентября 2018 года победив в бою-реванше соотечественника Клейтона Сориано де Лира (6-6-1) (867 позиция по рейтингу BoxRec).
1 декабря 2018 года впервые прошёл бой Мальдонадо с высокорейтинговым (38 позиция по рейтингу BoxRec), опытным, небитым 31-летним колумбийским боксёром Оскаром Ривасом (24-0). Причем бой прошёл в родной для Риваса Канаде — где он живёт и тренируется, и на кону для победителя стоял титул чемпиона Северной Америки по версии NABF в супертяжёлом весе. Бой прошёл все отведённые для него десять раундов и Мальдонадо проиграл этот бой единогласным решением судей (счёт судей: 90-99, 89-100, 90-99).

## Карьера в смешанных единоборствах
Мальдонадо профессиональную карьеру в смешанных единоборствах начал в сентябре 2000 года, в этом же году приступил к тренировкам по бразильскому джиу-джитсу. До 2008 года проводил бои исключительно в Бразилии, за 8 лет провел 20 поединков — 17 из которых выиграл, среди них можно выделить победу над Витором Миранда и две победы техническим нокаутом над Майкелом Фалканом.
В ноябре 2008 года боем в Альбукерке (США) дебютировал в Ultimate Fighting Championship, где выступал на протяжении пяти лет, одержав пять побед и потерпев шесть поражений. В последних четырёх боях у Мальдонадо три поражения. Всего за карьеру (на июнь 2016 года) провёл 32 поединка, из которых 22 закончились его победой (13 раз отправлял соперника в нокаут) и 10 завершились поражением, сам побывал в нокауте в 2 боях.

### Fight Nights Global

#### Бой против Фёдора Емельяненко
17 июня 2016 года в Санкт-Петербурге состоялся поединок против одного из первопроходцев смешанных единоборств Фёдора Емельяненко. На второй минуте первого раунда Фабио серьёзно потряс Фёдора, поймав его двумя встречными боковыми ударами в челюсть и сумев нанести большое количество ударов в партере. В двух оставшихся раундах Емельяненко выровнял поединок и выиграл бой решением большинства судей: 28-28, 29-28, 29-28. Штаб Мальдонадо опротестовал вердикт судей, апелляция была рассмотрена Всемирной ассоциацией ММА (WMMAA), которая посчитала, что в поединке должна быть засчитана ничья. Однако «Союз ММА России» (под эгидой которого проводился поединок) отказался менять результат боя, мотивируя это тем, что WMMAA не имеет права влиять на судейское решение.
После боя с Емельяненко провел бой против Михаила Мохнаткина, где так же уступил решением большинства судей. Затем победил техническим нокаутом Абдул-Хамида Давлятова. После этого вернулся в полутяжелый вес где, завоевал вакантный титул чемпиона Fight Nights Global победил удушающим приемом Курбана Омарова. 19 мая 2018 года утратил титул чемпиона Fight Nights Global в полутяжелом весе, проиграв нокаутом во 2-м раунде Никите Крылову.

## Статистика боёв
| Боёв 45  | Побед 28 | Поражений 17 |
| -------- | -------- | ------------ |
| Нокаутом | 19       | 8            |
| Сдачей   | 2        | 2            |
| Решением | 7        | 7            |

| Результат | Рекорд | Соперник                 | Способ                             | Турнир                                                       | Дата             | Раунд | Время | Место                    | Примечание                                                               |
| --------- | ------ | ------------------------ | ---------------------------------- | ------------------------------------------------------------ | ---------------- | ----- | ----- | ------------------------ | ------------------------------------------------------------------------ |
| Поражение | 28–17  | Кирилл Сидельников       | TKO (удары)                        | Ural FC 1                                                    | 1 июля 2022      | 1     | 0:45  | Пермь, Россия            |                                                                          |
| Поражение | 28-16  | Сергей Харитонов         | ТКО (удары)                        | MFP Parus Fight Championship                                 | 6 ноября 2021    | 1     | 3:28  | Абу-Даби, ОАЭ            | Бой за титул чемпиона Parus FCs в тяжёлом весе.                          |
| Победа    | 28–15  | Габриэль Канабо          | ТКО (удары)                        | Samurai FC 25                                                | 28 мая 2021      | 1     | 1:47  | Куритиба, Бразилия       |                                                                          |
| Победа    | 27–15  | Эли Регер                | ТКО (удары)                        | GCF 53 - Gladiator Combat Fight 53                           | 24 октября 2020  | 1     | 3:32  | Парана, Бразилия         |                                                                          |
| Поражение | 26–15  | Ши Льюис-Парри           | Технический нокаут (удары локтями) | UAE Warriors 13                                              | 25 сентября 2020 | 1     | 1:08  | Абу-Даби, ОАЭ            | Бой за титул UAE Warriors в тяжёлом весе.                                |
| Победа    | 26–14  | Пелу Адитола             | Единогласное решение               | Serbian Battle Championship 27                               | 14 марта 2020    | 3     | 5:00  | Врбас, Сербия            | Бой в тяжелом весе.                                                      |
| Поражение | 25–14  | Иржи Прохазка            | Нокаут (удары)                     | Rizin 19                                                     | 12 октября 2019  | 1     | 1:49  | Осака, Япония            | Бой в промежуточном весе (100 кг).                                       |
| Победа    | 25–13  | Тиаго Силва Батиста      | Нокаут (удар)                      | Vikings Fight Club 5 - Balada Fight                          | 22 декабря 2018  | 1     | 1:37  | Кампинас, Бразилия       |                                                                          |
| Поражение | 24-13  | Иван Штырков             | Технический нокаут (удары)         | RCC 4                                                        | 27 октября 2018  | 2     | 1:23  | Екатеринбург, Россия     |                                                                          |
| Поражение | 24-12  | Никита Крылов            | Нокаут (удар)                      | Fight Nights Global 87                                       | 19 мая 2018      | 2     | 3:33  | Ростов-на-Дону, Россия   | Утратил титул чемпиона Fight Nights Global в полутяжелом весе.           |
| Победа    | 24-11  | Курбан Омаров            | Сабмишном (удушение гильотиной)    | FNG Fight Nights Global 73                                   | 4 сентября 2017  | 3     | 3:01  | Каспийск, Россия         | Завоевал вакантный титул чемпиона Fight Nights Global в полутяжелом весе |
| Победа    | 23-11  | Абдул-Хамид Давлятов     | Технический нокаут (удары)         | FNG Fight Nights Global 60                                   | 4 марта 2017     | 1     | 4:20  | Душанбе, Таджикистан     |                                                                          |
| Поражение | 22-11  | Михаил Мохнаткин         | Решение большинства судей          | EFN Fight Nights Global 52                                   | 1 октября 2016   | 3     | 5:00  | Нижневартовск, Россия    |                                                                          |
| Поражение | 22-10  | Фёдор Емельяненко        | Решение большинства судей          | Fight Nights Global 50                                       | 17 июня 2016     | 3     | 5:00  | Санкт-Петербург, Россия  | Счёт судей: 28-28, 29-28, 29-28.                                         |
| Поражение | 22-9   | Кори Андерсон            | Единогласное решение               | UFC Fight Night: Belfort vs. Henderson 3                     | 7 ноября 2015    | 3     | 5:00  | Сан-Паулу, Бразилия      |                                                                          |
| Поражение | 22-8   | Куинтон Джексон          | Единогласное решение               | UFC 186                                                      | 25 апреля 2015   | 3     | 5:00  | Монреаль, Канада         | Бой в промежуточном весе (215 фунтов).                                   |
| Победа    | 22-7   | Ганс Стрингер            | Технический нокаут (удары)         | UFC 179                                                      | 25 октября 2014  | 2     | 4:06  | Рио-де-Жанейро, Бразилия | Выступление вечера.                                                      |
| Поражение | 21-7   | Стипе Миочич             | Технический нокаут (удары)         | The Ultimate Fighter Brazil 3 Finale: Miocic vs. Maldonado   | 31 мая 2014      | 1     | 0:35  | Сан-Паулу, Бразилия      | Бой в тяжёлом весе.                                                      |
| Победа    | 21-6   | Джан Вилланте            | Единогласное решение               | UFC Fight Night: Shogun vs. Henderson 2                      | 23 марта 2014    | 3     | 5:00  | Натал, Бразилия          |                                                                          |
| Победа    | 20-6   | Джоуи Бельтран           | Раздельное решение                 | UFC Fight Night: Maia vs. Shields                            | 9 октября 2013   | 3     | 5:00  | Баруэри, Бразилия        |                                                                          |
| Победа    | 19-6   | Роджер Холлетт           | Единогласное решение               | UFC on FX: Belfort vs. Rockhold                              | 18 мая 2013      | 3     | 5:00  | Жарагуа-ду-Сул, Бразилия |                                                                          |
| Поражение | 18-6   | Гловер Тейшейра          | TKO (остановка врачом)             | UFC 153                                                      | 13 октября 2012  | 2     | 5:00  | Рио-де-Жанейро, Бразилия |                                                                          |
| Поражение | 18-5   | Игор Покраяц             | Единогласное решение               | UFC on Fuel TV: Korean Zombie vs. Poirier                    | 15 мая 2012      | 3     | 5:00  | Фэрфакс, США             |                                                                          |
| Поражение | 18-4   | Кайл Кингсбери           | Единогласное решение               | The Ultimate Fighter: Team Lesnar vs. Team dos Santos Finale | 4 июня 2011      | 3     | 5:00  | Лас-Вегас, США           | Лучший бой вечера.                                                       |
| Победа    | 18-3   | Джеймс Максвини          | Технический нокаут (удары)         | UFC 120                                                      | 16 октября 2010  | 3     | 0:48  | Лондон, Англия           |                                                                          |
| Победа    | 17-3   | Нельсон Мартинс          | Технический нокаут (удары)         | First Class Fight 4                                          | 30 июня 2010     | 1     | 0:40  | Сан-Паулу, Бразилия      |                                                                          |
| Победа    | 16-3   | Джексон Мора             | Сабмишном (удушение гильотиной)    | Memorial Fight Qualifying                                    | 4 июня 2010      | 1     | 1:19  | Сантус, Бразилия         |                                                                          |
| Победа    | 15-3   | Джеси Гиббз              | Сабмишном (удары)                  | Bitetti Combat MMA 7                                         | 28 мая 2010      | 2     | 2:52  | Рио-де-Жанейро, Бразилия |                                                                          |
| Победа    | 14-3   | Алессандро Леал          | Технический нокаут (удары)         | Combat Power Championship                                    | 13 марта 2010    | 1     | 4:57  | Пирасикаба, Бразилия     |                                                                          |
| Победа    | 13-3   | Фернандо Трессино        | Техническим нокаутом (удары)       | Bitetti Combat MMA 5                                         | 12 декабря 2009  | 2     | 3:40  | Баруэри, Бразилия        |                                                                          |
| Победа    | 12-3   | Витор Миранда            | Единогласное решение               | Bitetti Combat MMA 4                                         | 12 сентября 2009 | 3     | 5:00  | Рио-де-Жанейро, Бразилия |                                                                          |
| Победа    | 11-3   | Эдгард Касталделли Фильо | Технический нокаут (удары)         | Predador FC 12                                               | 3 декабря 2008   | 2     | 4:44  | Сан-Паулу, Бразилия      |                                                                          |
| Победа    | 10-3   | Шатон Вон                | Сабмишном (удушение гильотиной)    | Fightworld 16: International                                 | 1 ноября 2008    | 1     | 4:48  | Альбукерке, США          |                                                                          |
| Победа    | 9-3    | Майкел Фалкан            | Технический нокаут (удары)         | Predador FC 9                                                | 15 марта 2008    | 2     | 1:52  | Сан-Паулу, Бразилия      |                                                                          |
| Победа    | 8-3    | Ренато Матос             | Технический нокаут (удары)         | Predador FC 7                                                | 8 декабря 2007   | 1     | 0:50  | Сан-Паулу, Бразилия      |                                                                          |
| Поражение | 7-3    | Алешандре Феррейра       | Сабмишном (рычаг колена)           | Mo Team League: Final                                        | 10 ноября 2007   | 1     | 0:27  | Сан-Паулу, Бразилия      |                                                                          |
| Победа    | 7-2    | Витор Миранда            | Единогласное решение               | Mo Team League 2                                             | 29 сентября 2007 | 3     | 5:00  | Сан-Паулу, Бразилия      |                                                                          |
| Победа    | 6-2    | Майкел Фалкан            | Технический нокаут (удары)         | Circuito Mariliense MMA                                      | 18 мая 2007      | 3     | 0:46  | Марилия, Бразилия        |                                                                          |
| Победа    | 5-2    | Илдемар Алкантара        | Единогласное решение               | Predador Kamae 2                                             | 25 января 2007   | 5     | 5:00  | Флорианополис, Бразилия  |                                                                          |
| Победа    | 4-2    | Клейссон Мамуте          | Технический нокаут (удары)         | Pantanal Combat                                              | 10 февраля 2006  | 2     | 2:01  | Сан-Паулу, Бразилия      |                                                                          |
| Победа    | 3-2    | Бруно Алвес              | Технический нокаут (удары)         | Clube da Luta 1                                              | 14 декабря 2004  | 2     | 4:54  | Салвадор, Бразилия       |                                                                          |
| Поражение | 2-2    | Алессандро Леал          | Сабмишном (рычаг колена)           | Meca World Vale Tudo 5                                       | 9 июня 2001      | 1     | 5:22  | Куритиба, Бразилия       |                                                                          |
| Поражение | 2-1    | Омни Сантос              | Единогласное решение               | Surf Fight Circuit: Day 2                                    | 23 сентября 2000 | 2     | 10:00 | Бразилиа, Бразилия       |                                                                          |
| Победа    | 2-0    | Аугусто Менезес Сантос   | Технический нокаут (удары)         | Surf Fight Circuit: Day 1                                    | 22 сентября 2000 | 2     | 3:03  | Бразилиа, Бразилия       |                                                                          |
| Победа    | 1-0    | Робсон Паразиньо         | Технический нокаут (удары)         | Surf Fight Circuit: Day 1                                    | 22 сентября 2000 | 1     | 2:21  | Бразилиа, Бразилия       |                                                                          |